# Галло, Франко
Франко Галло (итал. Franco Gallo; род. 23 апреля 1937, Рим) — итальянский юрист, министр финансов (1993—1994) и председатель Конституционного суда Италии (2013).

## Биография
Франко Галло родился 23 апреля 1937 года в Риме. После окончания юридического факультета университета Сапиенца он был преподавателем налогового права на юридическом факультете Римского университета Тор Вергата, а также преподавал на факультете политических наук Неаполитанского университета имени Фридриха II.
С 1993 по 1994 год Галло занимал пост министра финансов в кабинете Чампи. Он был одним из четырёх беспартийных министров этого правительства. Инициатива, которой он запомнился на посту министра, заключалась в значительном упрощении форм налоговых деклараций.
6 декабря 2011 года председатель Конституционного суда Альфонсо Куаранта назначил его вице-председателем.
29 января 2013 года Галло был избран председателем Конституционного суда Итальянской Республики, сменив Альфонсо Куаранту. Он оставался на этом посту до 16 сентября 2013 года.
16 февраля 2014 года Галло стал президентом Института итальянской энциклопедии.
10 июня 2024 года решением правительства Джорджи Мелони президентом Института итальянской энциклопедии назначен Карло Оссола.